# Ramal Tongoy-Ovalle
El ramal Tongoy-Ovalle fue una línea de ferrocarril que circulaba entre el puerto de Tongoy y la ciudad de Ovalle, pasando originalmente por el pique de Tamaya, e inicialmente con un ancho de vía de 3 pies y 6 pulgadas (1067 mm), pasando en 1910 a ser de trocha métrica.

## Historia
Si bien ya en 1860 existieron planes por parte José Tomás Urmeneta para construir un ferrocarril que transportara el mineral desde las minas de Tamaya al puerto de Tongoy, en 1865 recibió la autorización definitiva para llevarla a cabo. La construcción de la ruta desde la costa a las minas de Tamaya, en el sector denominado El Trapiche, estuvo a cargo de Enrique Meiggs y el ingeniero Ernesto Thomas y comenzó el 2 de agosto del mismo año, por lo que la operación entre Tongoy y Cerrillos de Tamaya se inició en 1867, alcanzando al año siguiente las minas del sector mediante un ramal de 17 km de longitud. En 1877 la Compañía del Ferrocarril de Tongoy abrió una agencia y un directorio en Inglaterra, con lo cual se incorporaron diversos accionistas británicos al control de la empresa.
En 1879 se transportaban casi 210 000 toneladas de mineral de las minas de Tamaya, pero ya en 1884 el volumen de transporte había caído bruscamente, por lo que el valor de las acciones disminuyó, y estas solo se comercializaron al 34 o 35% del valor de su emisión inicial. En 1886 solo había sido transportadas 90 000 toneladas de mineral, y en 1891 esta cifra disminuyó a 8487 toneladas, con lo cual posteriormente se cerraron las minas.
Después de que se cerraron las minas, el ferrocarril perdió la mayor parte de su tráfico. La compañía ferroviaria decidió entonces extender la ruta hacia Ovalle y cerrar el tramo de 17 km que se dirigía a las minas. Se llevaron a cabo algunos trabajos de construcción, pero el trabajo se detuvo debido a graves inundaciones: en 1888 y 1889 varias crecidas del río Limarí generaron daños en terraplenes y puentes de la vía, mientras que la guerra civil de 1891 también generó daños en el ramal. El 22 de enero de 1894 la empresa obtuvo la autorización del gobierno para extender la vía hasta Trapiche, mientras que el plazo para finalizar las obras fue prorrogado en 6 meses a partir del 15 de diciembre de 1897 debido a diversos retrasos. Hacia 1900 el material rodante de la línea estaba compuesto por 4 locomotoras, 10 coches de pasajeros y 159 carros de carga.
En 1901, el gobierno adquirió la compañía ferroviaria por 385 000 pesos de la época. Este precio también incluyó la compra de los vehículos ferroviarios: 4 locomotoras, 10 carros de pasajeros y 159 vagones de mercancías. En 1904 se continuó con la construcción de la ruta desde la estación Trapiche hasta la estación Puntilla, ubicada al oriente de Ovalle, esta vez con trocha métrica y que serviría de enlace con el futuro ferrocarril Longitudinal Norte; el 18 de marzo de 1909 llegó a Ovalle el primer tren proveniente de Tongoy. El resto de la vía hasta Tongoy fue convertida a trocha métrica en 1910.
La operación cesó en 1933, con lo cual la línea fue cerrada y mediante decreto del 20 de octubre de ese año se autorizó que sus vías fueran levantadas entre Cerrillos y Tongoy; el tramo entre Ovalle y Tamaya fue levantado en su totalidad recién a partir de 1951.

## Trazado
El ramal se iniciaba en la estación Puntilla, llegando a la ciudad de Ovalle ubicada a 3 km al oeste. Posteriormente seguía hacia el poniente por las laderas del valle de Limarí hasta el sector de Cerrillos de Tamaya, para posteriormente cruzar el estero del Romero y continuando por el valle del estero Tangue hasta la playa Grande de Tongoy, en donde se dirigía hacia el norte y, luego de recorrer unos 11 km por la costa, llegaba a Tongoy con un desarrollo total de 85 km y presentando una pendiente máxima de 2 %. Las estaciones del ramal a inicios del siglo XX eran:
| Estación      | Km | Notas                                       |
| ------------- | -- | ------------------------------------------- |
| Puntilla      | 0  |                                             |
| Ovalle        | 3  |                                             |
| Limarí        | 11 |                                             |
| Trapiche      | 18 |                                             |
| La Torre      | 27 |                                             |
| Cerrillos     | 36 |                                             |
| Quebrada Seca | 42 |                                             |
| Pachingo      | 56 |                                             |
| Tangue        | 64 | Hasta 1916 la estación se llamaba «Chañar». |
| Tongoy        | 85 |                                             |

En cuanto al ramal que surgía desde Cerrillos hacia las minas de Tamaya, en 1884 Francisco Marcial Aracena describe 2 estaciones principales: Sauce, ubicada a 9 km de Cerrillos, y San José (también denominada como "Tamaya"), ubicada en el centro de la mina. También describía otras 3 estaciones secundarias en el trayecto, denominadas Recreo, Pique y Rosario.

## Material rodante
Las locomotoras a vapor que formaron parte del ferrocarril fueron:
| N.º | Nombre    | Fabricante                                                | Año de construcción | Imagen                                                                                                | Notas |
| --- | --------- | --------------------------------------------------------- | ------------------- | --- | --- |
| 1   | Minero    | Manning Wardle                                            | 1866                | | |
| 2   | Ovalle    | Manning Wardle                                            | 1866                | | |
| 3   | Hércules  | Manning Wardle                                            | 1866                | | |
| 4   | Tongoy    | Hawthorn, Leith                                           | 1866                | | |
| 5   |           | Hawthorn, Leith                                           | 1866                | | |
| 6   |           | Hawthorn, Leith                                           | 1866                | | |
| 7   |           | Black Hawthorn, exportado por W. & J. Lockett             | 1867                | | |
| 8   | Campanil  | Rogers Locomotive and Machine Works, Paterson, New Jersey | 1870                | 'Campanil,' an 1870 narrow gauge (3ft 6in) 2-6-0T built by Rogers for the Tongoi Railway in Chile.jpg | - Alineación de ruedas según Whyte: 2-6-0T - Mecanismo de distribución: Stephenson - Distancia entre ejes de los ejes motrices: 2,82 m - Distancia total entre ejes de la locomotora: 4,65 m - Carga por eje de las ruedas motrices: 25.401 kg - Tanque de agua: 3.790 l - Presión de caldera: 11 kPa - Fuerza de tracción: 5082,51 kg - Área de la cámara de combustión: 5,40 m² - Área de rejilla: 1,04 m² - Área de calentamiento: 58,18 m² |
| 9   | Pizarro   | Rogers                                                    | 1870                | | |
|     | Relámpago |                                                           |                     | | Carro a vapor |